# Heinz Giese
Heinz Giese (* 5. Juni 1919 in Stettin; † 19. Oktober 2010 in Berlin) war ein deutscher Schauspieler und Synchronsprecher sowie Hörspielsprecher.

## Leben und Werk
Heinz Giese war der Sohn des Stettiner Kaufmanns Carl Giese und dessen Frau Gertrud. Er besuchte nach dem Abitur die Schauspielschule des Deutschen Theaters in Berlin, 1939 hatte er sein Debüt am Stadttheater Fürth. An den Städtischen Bühnen Nürnberg spielte er von 1940 bis 1945. Zum Ende des Zweiten Weltkriegs geriet er in Kriegsgefangenschaft. Nach seiner Entlassung 1947 ging er ans Stadttheater Erfurt. Ab 1950 spielte er an der Tribüne in Berlin.
Seit 1952 trat Heinz Giese in Film und Fernsehen auf. Anfänglich noch in kleineren Rollen, so in dem Kriegsfilm Der 20. Juli aus dem Jahr 1955, avancierte Giese nach einigen Shakespeare-Verfilmungen fürs Fernsehen zu einem gefragten Neben- und Charakterdarsteller in den ambitionierten Dokumentarspielen und Theaterverfilmungen der 60er und 70er Jahre, darunter als Zeuge in Die Ermittlung nach Peter Weiss. Seine sonore Stimme, gepaart mit seiner aufrechten, seriösen Erscheinung prädestinierte ihn für markante Nebenrollen, und bis 1983 folgten zahlreiche Fernsehauftritte, darunter in der Rolle des Deutschnationalen in Egon Monks Verfilmung Die Geschwister Oppermann und der des Verteidigers in dem Mehrteiler Bauern, Bonzen und Bomben nach Hans Fallada. Nach 1983 finden sich nur noch Arbeiten als Synchronsprecher.
Heinz Giese war in der Synchronbranche spätestens seit 1947 aktiv. Bis Mitte der 90er Jahre war er in fast 500 verschiedenen Filmrollen zu hören, so für Yul Brynner in Die glorreichen Sieben oder Taras Bulba, als Standardstimme von George Nader bis 1958, für George Kennedy in Das dreckige Dutzend oder für Arthur Kennedy in Lawrence von Arabien. Er sprach u. a. für Jean Marais oder Joey Bishop, ab Mitte der 70er Jahre verlagerte Giese den Fokus seiner Arbeit aber auf Seriensynchron; so kennen ihn Fernsehzuschauer als deutsche Stimme von Howard Keel in dessen Hauptrolle als Clayton Farlow in der Kultserie Dallas. Er sprach des Weiteren Kevin McCarthy in Die Colbys, Cesar Romero in Mord ist ihr Hobby und Trio mit vier Fäusten, Johnny Cash in Fackeln im Sturm und viele weitere bekannte Schauspieler u. a. in Matlock, Hotel, Love Boat, Die Waltons, Hawaii 5-0 und vor allem Bonanza. Zudem sprach er Raymond Burr als Perry Mason sowohl in der ersten Synchronisation der Serie aus den 60er Jahren, als auch standardmäßig in den Fernsehfilmen der 80er und 90er.
Auch in Hörspielproduktionen war Heinz Giese oft zu hören. Neben seiner Tätigkeit fürs Radio war er Stammsprecher der populären Kinderserien Bibi Blocksberg und Benjamin Blümchen. Auch nachdem er sich 1995 aus der Film- und Fernsehsynchronisation verabschiedete, sprach Giese seine 1980 bzw. 1985 begonnene Rolle bis 2007 bzw. 2008. Als trotteliger, aber nicht minder besserwisserischer und leicht korrupter Neustädter Bürgermeister ist er Generationen von Hörspielfreunden in Erinnerung.

## Persönliches
Heinz Giese war mit der Schauspielerin Ingeborg Wellmann verheiratet, die gelegentlich im Fernsehen und in den genannten Hörspielen an seiner Seite agierte. Heinz Giese starb am 19. Oktober 2010 im Alter von 91 Jahren. Er wurde auf dem Waldfriedhof Zehlendorf in Berlin-Nikolassee (Feld 032, Ruhegemeinschaft) beigesetzt. Sein Grab ist in der unmittelbaren Nähe der Grabstelle seiner Frau.

## Filmografie (Auswahl)
- 1952: Die Spur führt nach Berlin
- 1955: Liebe ohne Illusion
- 1955: Urlaub auf Ehrenwort
- 1955: Der 20. Juli
- 1955: Herr über Leben und Tod
- 1955: Alibi
- 1956: Thomas Müntzer – Ein Film deutscher Geschichte
- 1958: Was ihr wollt (TV)
- 1958: Viel Lärm um nichts (TV)
- 1958: Wie es euch gefällt (TV)
- 1958: Ein Sommernachtstraum (TV)
- 1959: Geheimaktion Schwarze Kapelle
- 1961: Im Stahlnetz des Dr. Mabuse (Stimme)
- 1965: Ein Tag – Bericht aus einem deutschen Konzentrationslager 1939 (TV)
- 1965: Fluchtversuch (TV)
- 1966: Standgericht (TV)
- 1966: Die Ermittlung (TV)
- 1968: Winnetou und Shatterhand im Tal der Toten (Stimme)
- 1969: Demetrius (TV)
- 1969: Waterloo (TV)
- 1969: Der Fall Liebknecht-Luxemburg (TV)
- 1971: Das Geld liegt auf der Bank (TV)
- 1973: Bauern, Bonzen und Bomben (TV-Mehrteiler)
- 1977: Tatort: Feuerzauber (TV)
- 1977: Es muß nicht immer Kaviar sein (TV-Mehrteiler)
- 1979: Die Geisterbehörde (TV)
- 1983: Die Geschwister Oppermann (TV-Mehrteiler)
- 1983: Der Schnüffler

## Theater
- 1957: Colette Audry: Soledad – Regie: Frank Lothar (Tribüne Berlin)

## Hörspiele (Auswahl)
- 1955: Wolfdietrich Schnurre: Spreezimmer möbliert (Walter, Schriftsteller) – Regie: Hanns Korngiebel (RIAS Berlin)
- 1958: Fjodor Michailowitsch Dostojewski: Raskolnikoff (Vorlage: Schuld und Sühne) (Rasumichin) – Regie: Curt Goetz-Pflug (SFB)
- 1959: Peter Groma: Unerledigte Spuren (Lohrengel) – Regie: Hans Drechsel (SFB)
- 1976: Erich Jakob: Die Kuckuckseier. Damals war's – Geschichten aus dem alten Berlin (Justizrat Fürchtegott Scholz) (Geschichte Nr. 25 in 12 Folgen) – Regie: Ivo Veit (RIAS Berlin)
- 1979–1996: Michael Koser: Professor van Dusen (als Detective Sergeant Caruso in den Folgen 6, 11, 25, 37, 43, 45, 50, 56, 62, 63, 69, 73, 77 der Kriminalhörspielreihe mit Friedrich W. Bauschulte und Klaus Herm) – Regie: Rainer Clute (RIAS Berlin)
- Benjamin Blümchen als Tierarzt (Folge 7), Rettungssanitäter (Folge 17) und Bürgermeister von Neustadt (Folgen 8, 40–103)
- Bibi Blocksberg als Bürgermeister von Neustadt (Folgen 3–88)
- Jan Tenner Classic als General Forbett (alle 46 Folgen)
- Die kleinen Detektive als Wilhelm Falkenstein (Folge 5)
- Die kleinen Detektive als Ludwig Hagenau (Folge 9)